# Турецкий шишак

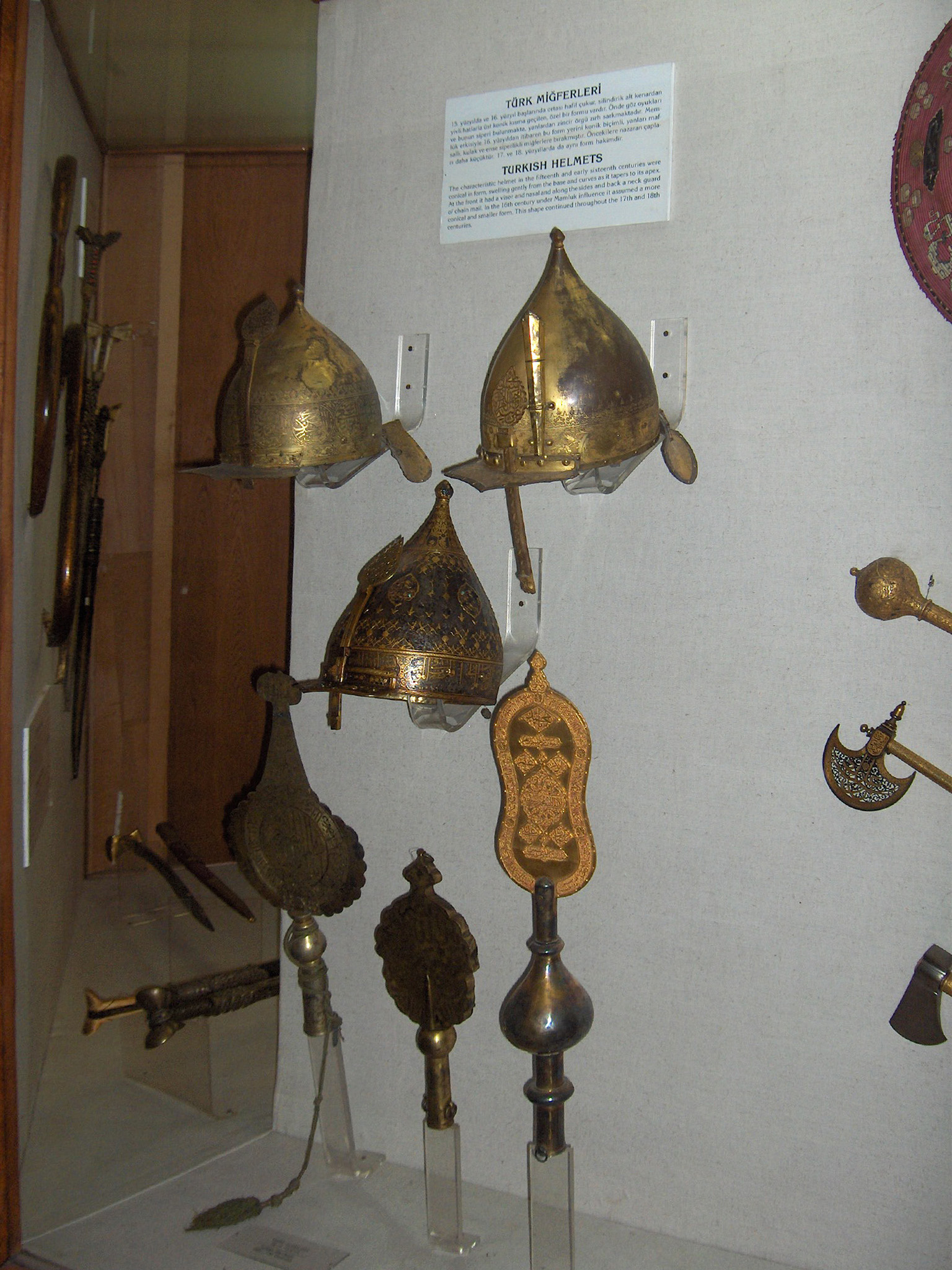
Турецкие шишаки

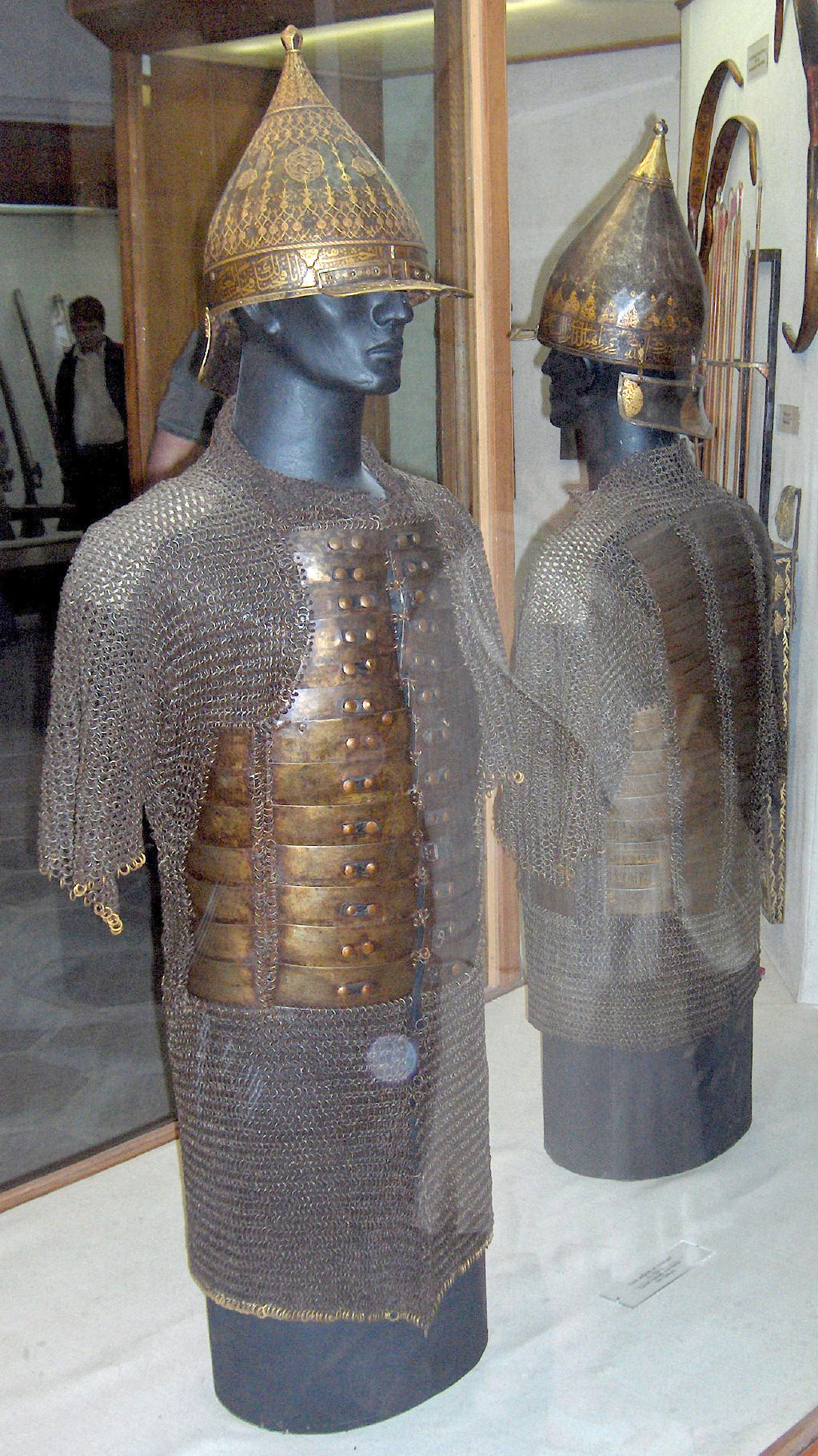
Турецкие шишаки и юшманы

Шишак (тур. çiçak), кавнас (араб. kawnas‎) — тип шлемов, использовавшихся в Турции и у мамлюков со второй половины XV до XVII века. В русском значении этого слова шишаками не являются.

## Описание
Эти шлемы отличались сфероконической тульёй, причём форма в одних случаях могла быть ближе к конической, в других — за счёт высокого венца — к цилиндроконической. Делались из железа или томпака. Тулья могла быть как гладкой, так и рифлёной, гранёной или с выпуклостями. Шлемы снабжались навершием в виде шишечки. В некоторых случаях (но не во всех) дополнялись козырьком-полкой, который приклёпывался стальными или медными заклёпками, а спереди был заострён; также скользящим наносником, проходящим через прорезь в козырьке и петлю над ним (в отдельных случаях в этой петле делалось отверстие с резьбой, в которое ввинчивался «шурупец», позволяющий фиксировать наносник). Кроме того, могли снабжаться крепящимися на ремешках или цепочках наушами и назатыльником в виде выгнутой пластины. Если шлем одновременно снабжался всеми этими защитными элементами, то представлял собой ерихонку. Турецкие шишаки нередко украшались гравировкой. Изредка они могли покрываться кожей и бархатом.
Одним из наиболее известных турецких шишаков является шлем Мехмеда Соколлу, датируемый 1560 годом. Он отличается довольно высокой гранёной полированной тульёй, украшенными золотой насечкой венцом, козырьком, наушами, назатыльником и наносником, а также прорезная верхняя часть наносника. Подобные шлемы в качестве принадлежности знати применялись и в других странах, в том числе — в России, будучи турецкими дарами, импортом или местными подражаниями.